# Ilona und Rolanda von Eötvös
Ilona (* 4. Juni 1880 in Budapest; † 15. Februar 1945 ebenda) und Rolanda von Eötvös (* 10. Januar 1878 in Budapest; † 13. April 1953 ebenda) waren ungarische Bergsteigerinnen und Alpinistinnen.

## Leben und alpinistische Karriere
Die Töchter des ungarischen Physikers und Politikers Loránd Eötvös und seiner Frau Gizella Horvát wurden in Budapest geboren. Bereits in jungen Jahren begleiteten sie ab 1896 ihren Vater, einen begeisterten Alpinisten, auf verschiedenen Bergtouren vor allem in den Dolomiten. Mit ihm und in Begleitung jeweils einheimischer Bergführer erstiegen sie unter anderem erstmals die Cima Cadin di Misurina und die Croda Liscia in der Cadini-Gruppe.
In den Folgejahren machten sich die beiden einen Namen als Alpinistinnen. Entsprechend ihrem Adelstitel wurden sie als die beiden ungarischen Baronessen in Bergsteigerkreisen bekannt und gelten als Pionierinnen des Frauenbergsteigens. Wie in der damaligen Zeit üblich, gingen sie in der Regel mit namhaften Bergführern wie etwa Angelo Dibona auf ihre Touren. Anders als bei männlichen Kunden führte dies allerdings damals zu negativen Beurteilungen ihrer Leistungen. Neben der Bewältigung anspruchsvoller Gipfel und Touren wie bspw. der Guglia di Brenta machten sich beide auch mit Erstbesteigungen und Erstbegehungen einen Namen.

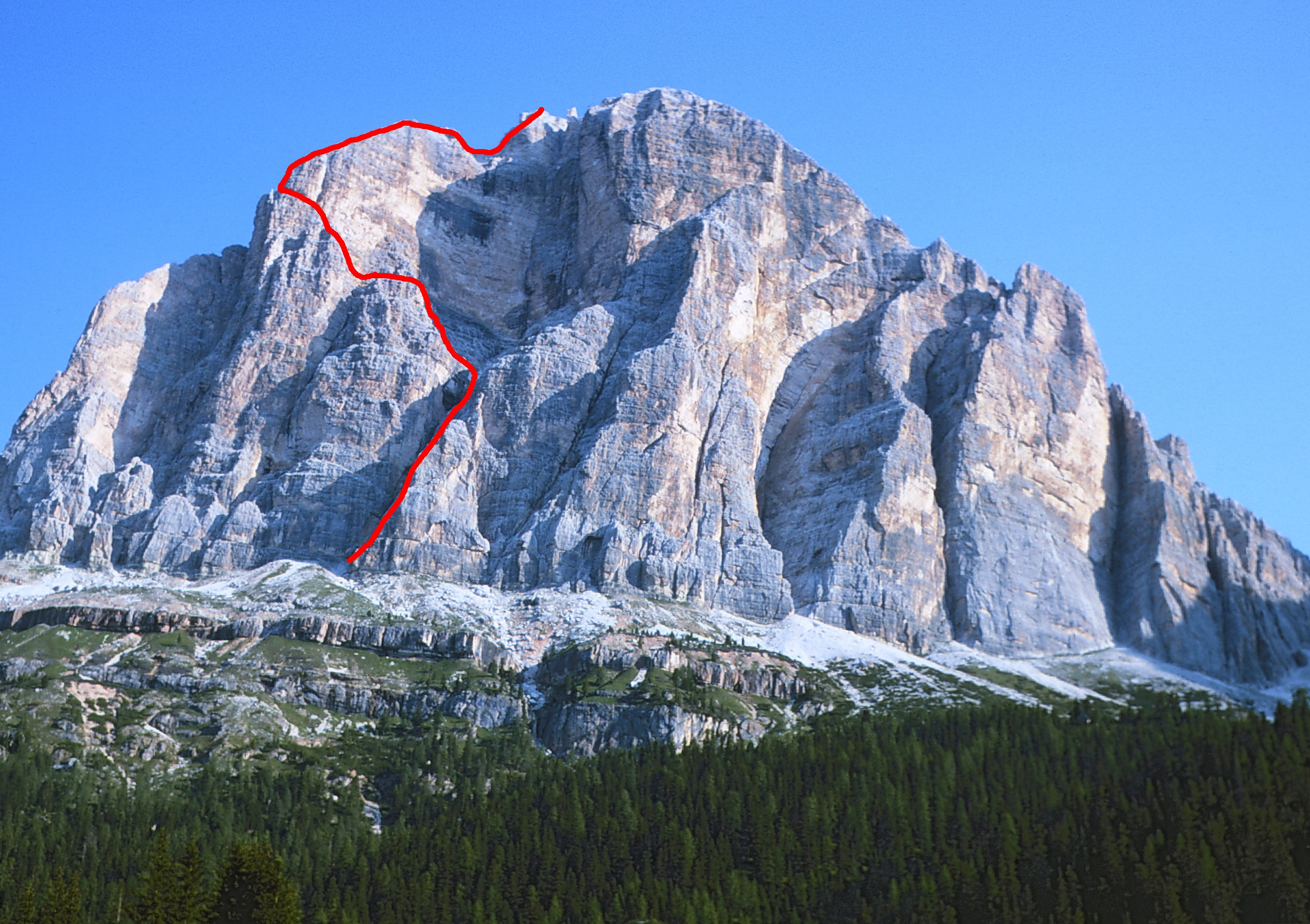
Südwand der Tofana mit eingezeichneter Route der Erstbegehung

Mit die bekannteste Erstbegehung, die sie mit dem Bergführer Antonio Dimai im August 1901 durchführten, ist die Durchsteigung der Südwand der Tofana di Rozes. Die Route wird heute als Dimai-Eötvös bezeichnet und nach der UIAA-Skala mit IV+ eingestuft. Sie gilt als eine der großen klassischen Südwandrouten der Dolomiten. Gipfel, die die beiden Geschwister erstmals bestiegen, waren die Cima d'Auronzo in den Sextener Dolomiten und der Torre del Diavolo in der Cadini-Gruppe. Ebenfalls gemeinsam mit Dimai begingen sie 1908 erstmals die Südwand der Grohmannspitze, auch diese schwierige Route trägt seitdem den Namen Dimai-Eötvös.
Über das weitere Leben der beiden Schwestern ist nur wenig bekannt. Noch 1995 fand sich in der Bibliothek des Deutschen Alpenvereins, einer der größten alpinistischen Fachbibliotheken, ihr Name nicht als Stichwort im Katalog, ein Schicksal, das sie beispielsweise mit Paula Wiesinger und Beatrice Tomasson teilten. Die Kletterführer- und Fachautorin Anette Köhler bewertete dies als historische „Frauenleiche im Keller“ der Alpenvereine.